# Herdern
Herdern (toponimo tedesco) è un comune svizzero di 1 023 abitanti del Canton Turgovia, nel distretto di Frauenfeld.

## Storia
Il comune di Herdern, istituito nel 1816 per scorporo da quello di Pfyn, nel 1998 ha inglobato il comune soppresso di Lanzenneunforn.

## Monumenti e luoghi d'interesse

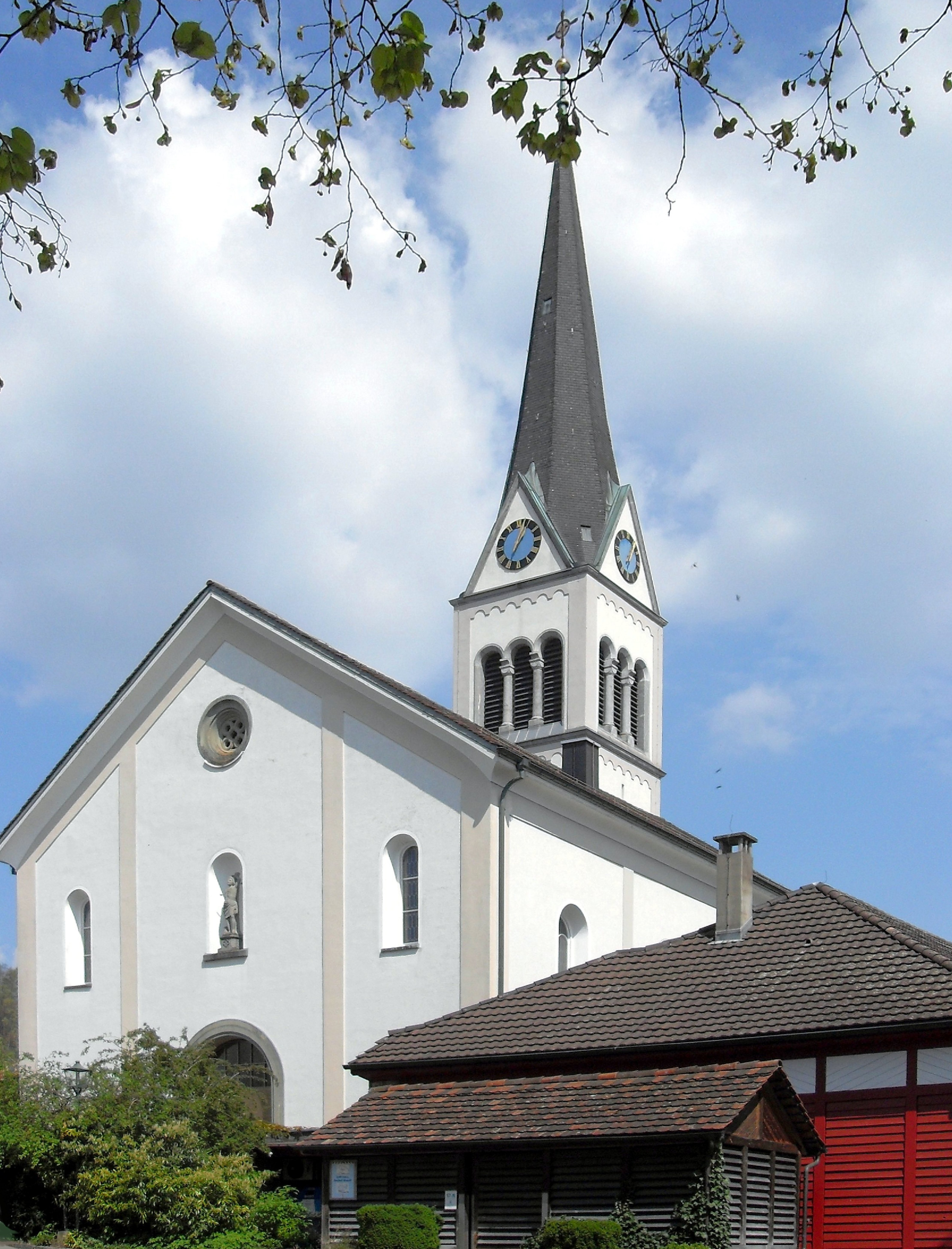
La chiesa parrocchiale cattolica di San Sebastiano

- Chiesa parrocchiale cattolica di San Sebastiano[2].

## Società

### Evoluzione demografica
L'evoluzione demografica è riportata nella seguente tabella:
Abitanti censiti

## Amministrazione
Fino al 2010 ha fatto parte del distretto di Steckborn. Ogni famiglia originaria del luogo fa parte del cosiddetto comune patriziale e ha la responsabilità della manutenzione di ogni bene ricadente all'interno dei confini del comune.